# Зейн Грот
Зейн Грот (англ. Zane Grothe, 22 квітня 1992) — американський плавець.
Переможець Пантихоокеанського чемпіонату з плавання 2018 року.